# Dracaena breviflora
Dracaena breviflora är en sparrisväxtart som beskrevs av Henry Nicholas Ridley. Dracaena breviflora ingår i släktet dracenor, och familjen sparrisväxter. Inga underarter finns listade i Catalogue of Life.